# Mihály Zoltán
Mihály Zoltán (Makó, 1943. július 24. – Szeged, 2019. március 21.) magyar agrármérnök, közgazdász, egyetemi tanár, politikus, országgyűlési képviselő. A mezőgazdasági tudományok doktora (1986).

## Életpályája

### Iskolái
Az általános iskolát Végegyházán végezte el. A középiskolát a mezőkovácsházi Hunyadi János Gimnáziumban kezdte meg. 1957-ben a forradalommal kapcsolatos tevékenysége miatt eltanácsolták az iskolából. A középiskolát a hódmezővásárhelyi Mezőgazdasági Technikumban fejezte be. 1962–1964 között Hódmezővásárhelyen felsőfokú technikumot végzett és állattenyésztő szaktechnikus bizonyítványt kapott. 1968–1974 között a Debreceni Agrártudományi Egyetem végezte el levelező tagozaton. Gödöllőn, az Agrártudományi Egyetemen mezőgazdasági vállalatgazdasági szakmérnöki oklevelet szerzett. 1987-ben doktorált.

### Pályafutása
1964–1966 között a bánkúti Állami Gazdaság gyakornoka volt. 1966–1971 között a makói Üttörő Mgtsz. főállattenyésztője volt. 1971–1972 között a szolnoki Alcsi-szigeti Állami Gazdaság szaktanácsadója volt. 1972-ben a szegedi Állami Gazdaságok Szakszolgálati Állomása szaktanácsadója volt. 1972–1978 között a makói Lenin Mgtsz. telepvezetőjeként dolgozott. 1978–1979 között Szegeden az Állattenyésztési Felügyelőség munkatársa volt. 1979–1985 között a Boscoop Agráripari Közös Váll. szaktanácsadója volt. 1985-től az Állatorvostudományi Egyetem hódmezővásárhelyi Állategészségügyi Főiskolai Kar, majd az intézmény 1986-os átszervezése után a Debreceni Agrártudományi Egyetem  Állattenyésztési Főiskolai Kar Vállalat-gazdaságtani Tanszékének adjunktusa, majd főiskolai tanára volt. 2003-ig a hódmezővásárhelyi főiskolán tanított. 2003-ban nyugdíjba vonult. Nyugdíjba menetele után a makói Szent Gellért Borház vezetője volt.
Kutatási területe a tulajdon és működtetése.

### Politikai pályafutása
1977–1978 között az MSZMP tagja volt. 1988–1996 között az MDF tagja volt. 1989-től az MDF makói szervezetének vezetőségi tagja volt. 1990–1994 között országgyűlési képviselő (Makó) volt. 1990–1992 között a Gazdasági bizottság tagja volt. 1992–1994 között a Mezőgazdasági bizottság tagja volt. 1994-ben és 1998-ban országgyűlési képviselőjelölt volt. 1996–2005 között az MDNP tagja volt. 

## Családja
Szülei: Mihály Imre és Mágori Viktória voltak. 1980-ban házasságot kötött Szabó Margittal. Két gyermekük született: Gabriella (1966) és Zoltán (1981).